# Shadows (peintures)
Shadows est une série de peintures de l'artiste américain Andy Warhol.
Les peintures ont été exécutées entre 1978 et 1979 et achetées en entier par la Dia Art Foundation. Après avoir été présentée dans plusieurs pays, la série est maintenant exposée au musée Dia:Beacon de la fondation à Beacon, New York.

## Description
Il s'agit d'une série de 102 toiles sérigraphiées et peintes à la main représentant des photographies déformées d'ombres générées dans l'atelier de l'artiste. Elles reproduisent deux Polaroid pris par Warhol et son assistant après avoir replié deux bouts de cartons, éclairés de façon à en saisir les ombres portées. Toutes les toiles affichent une vaste zone noire complétée par dix-sept teintes différentes.
Toutes de la même dimension (193 × 132 cm), elles sont présentées côte à côte sur une distance d'environ 450 pieds (137 m). Leur nombre varie selon les dimensions de l'aire d'exposition.
Il s'agit d'une des œuvres les plus abstraites de Warhol.